# Гладиаторите на Рим
„Гладиаторите на Рим“ (на италиански: Gladiatori di Roma) е италианска компютърна анимация от 2012 г. на режисьора Иджинио Страфи, който е съсценарист с Майкъл Уилсън. Премиерата на филма е в Италия на 18 октомври 2012 г.

## Саундтрак
1. You Spin Me Round (Like a Record)
2. The Final Countdown
3. The Best
4. Symphony No. 5
5. Everyday[1]
6. Tears and Rain – Джеймс Блънт

## В България
В България филмът е пуснат по кината на 29 септември 2013 г. от „Про Филмс“.

### Нахсинхронен дублаж
| Роля                   | Изпълнител             |
| ---------------------- | ---------------------- |
| Майката на Тимо        | Вилма Карталска        |
| Тимо                   | Иван Петков            |
| Чироне                 | Константин Трендафилов |
| Касио                  | Ненчо Балабанов        |
| Помощник на императора | Христо Бонин           |
| Император Домитиан     | Росен Пенчев           |
| Мозанчо                | Недко Гигов            |
| Мауриций               | Ненчо Балабанов        |
| Торенцио               | Станислав Пищалов      |

| Обработка                    | студио „Про Филмс“ |
| ---------------------------- | ------------------ |
| АдаптацияРежисьор на дублажа | Николина Петрова   |